# Podolin (gmina)
Podolin (od 1953 Srocko) – dawna gmina wiejska istniejąca do 1953 roku w woj. łódzkim. Nazwa gminy pochodzi od wsi Podolin, lecz siedzibą władz gminy było Srocko Prywatne (obecna nazwa Srock).
W okresie międzywojennym gmina Podolin należała do powiatu piotrkowskiego w woj. łódzkim. Po wojnie gmina zachowała przynależność administracyjną. Według stanu z dnia 1 lipca 1952 roku gmina składała się z 8 gromad: Gajkowice, Gościmowice, Kiełczówka, Podolin, Rękoraj, Sierosław, Srocko Prywatne i Srocko Rządowe.
21 września 1953 roku jednostka o nazwie gmina Podolin została zniesiona przez przemianowanie na gminę Srocko.